# Schwanska villan
Schwanska villan är en byggnad i Trollhättan, som ritades av arkitekten och byggmästaren Johan Philip Rapp och uppfördes 1895 av det privatägda Nya Trollhätte Kanalbolag. Byggnaden rymde ursprungligen bolagets administration samt bostad för bolagets direktör, Knut August Schwan (1834–1898), som var son till bolagets grundare Johan Gustaf Schwan. 
Nya Trollhätte kanalbolag byggde under Josef Gustaf Schwan och med Nils Ericson som projektledare en ny slussled förbi Trollhättefallen, vilken stod klar 1844. År 1905 övertogs Kanalbolaget av staten, som 1909 bildade Kungliga Trollhätte Kanal- och Vattenverk, senare namnändrat till Kungliga Vattenfallsstyrelsen. Under Vattenfalls tid som ägare tillbyggdes 1932 och 1983 Schwanska villan, som var inspirerad av fransk renässansstil, vilket syns i olikheter i murverkens färg.
Friskolan LBS Kreativa Gymnasiet i Trollhättan flyttade in byggnaden 2022.

## Bildgalleri

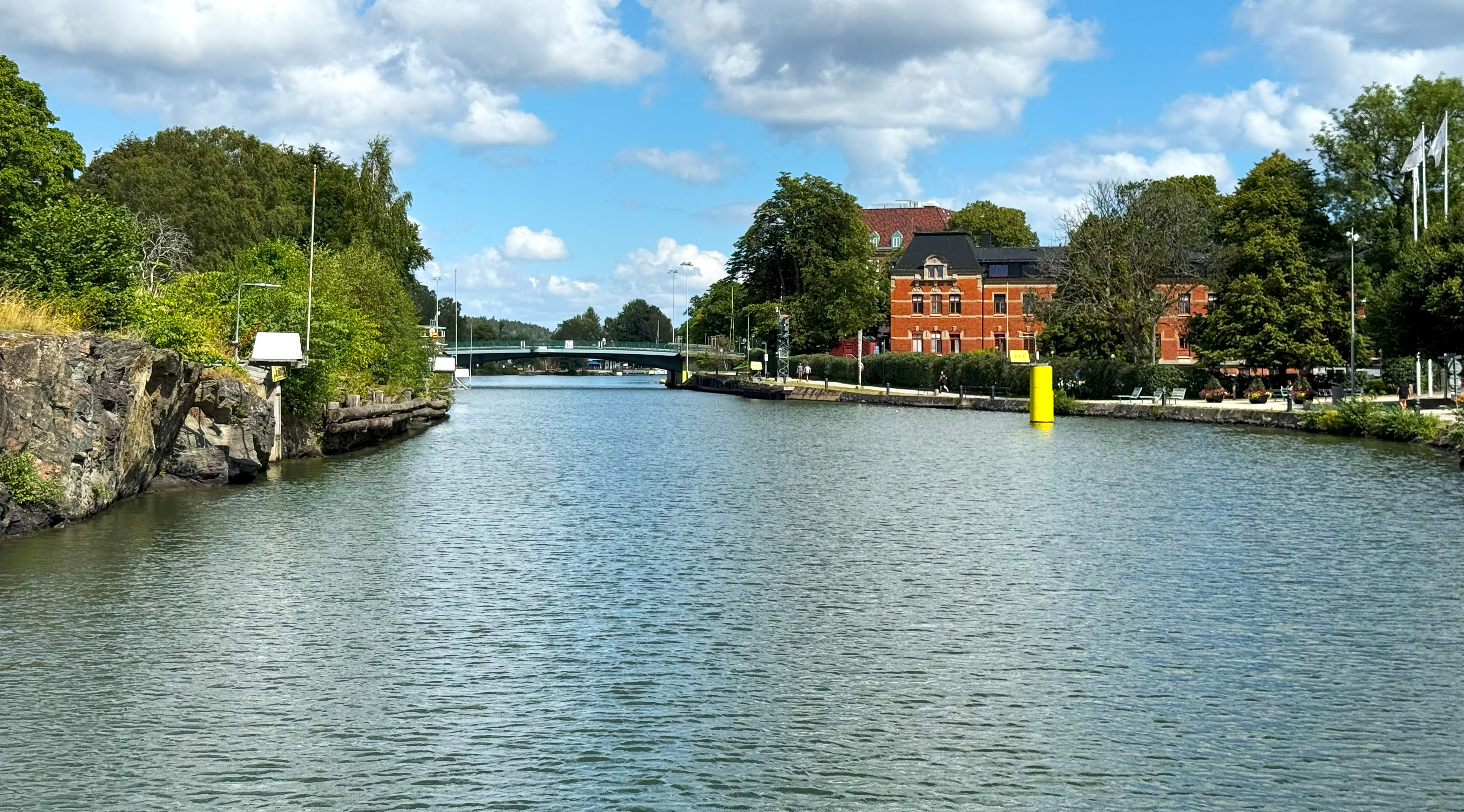
Villans läge vid Bergkanalen, med Hotel Swania bakom
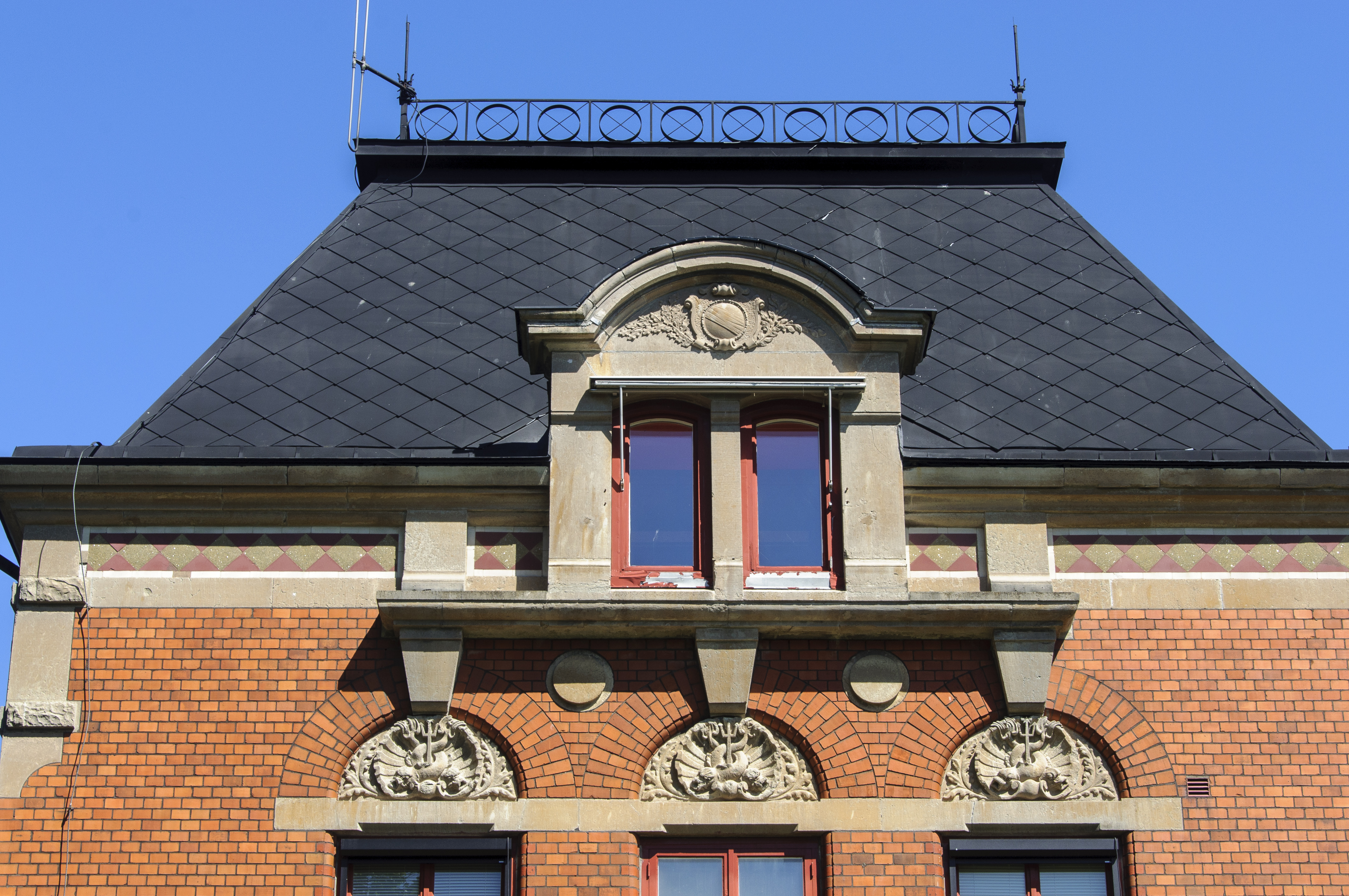
Fasaddetaljer